# Nejvyšší hory Spojených států amerických

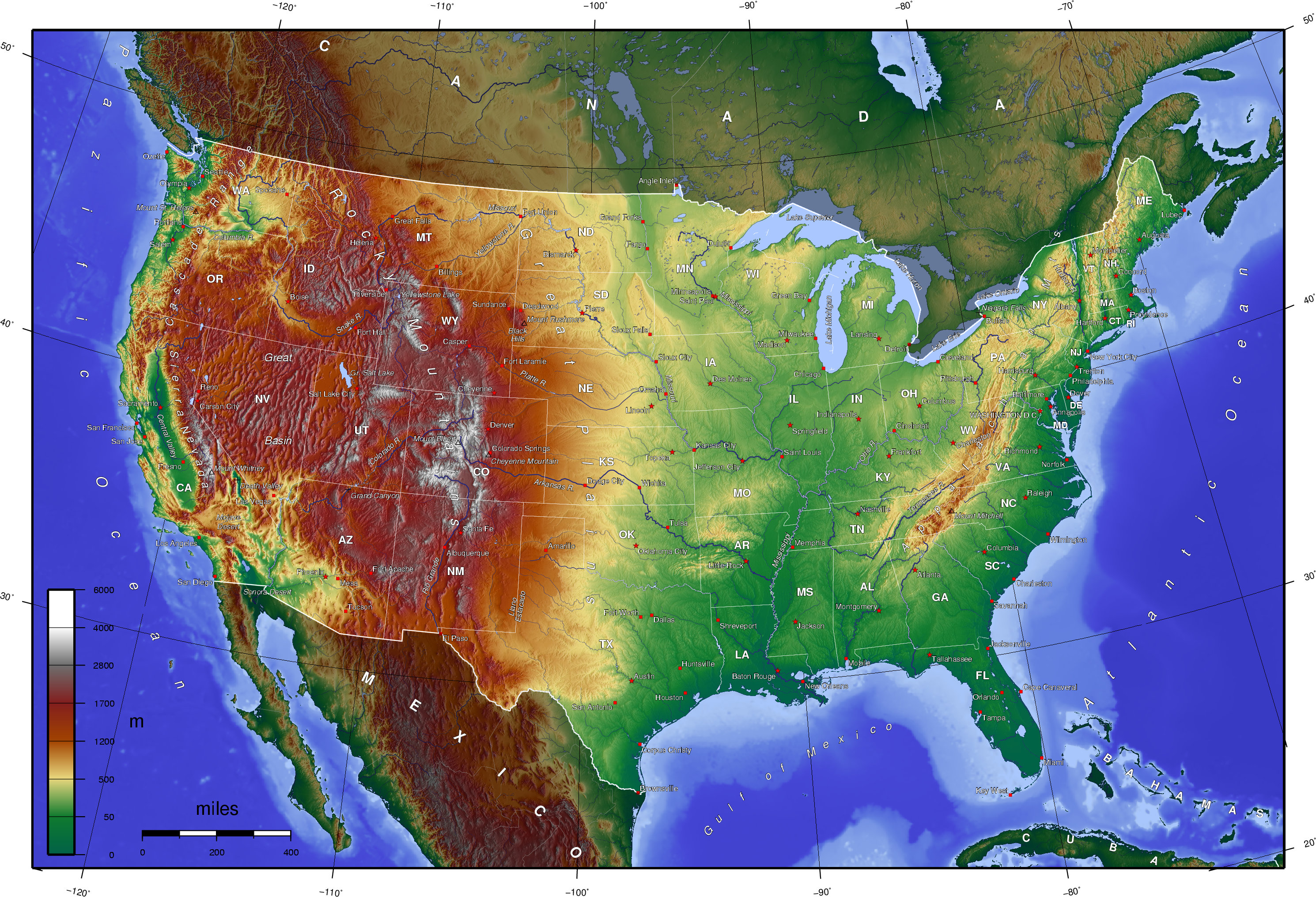
Fyzická mapa dolních Spojených států

Nejvyšší hory Spojených států amerických. Nejvyšší horou Spojených států amerických je Denali (dříve Mount McKinley) na Aljašce, v Aljašských horách. S nadmořskou výškou 6 190 metrů je jediným vrcholem ve Spojených státech a v Severní Americe, který má výšku přes 6 000 metrů.
Celkem čtyři hory s prominencí vyšší než 500 metrů jsou vyšší než 5 000 metrů a všechny zbylé, z uvedených padesáti, jsou vyšší než 4 200 metrů. Všech deset nejvyšších vrcholů Spojených států leží na Aljašce.
Z padesáti nejvyšších hor s promienncí vyšší než 500 metrů leží 28 v Coloradu, 14 na Aljašce, 7 v Kalifornii a 1 ve státě Washington. Z třiceti nejvyšších hor Spojených států s prominencí vyšší než 500 metrů leží nejvíce 12 ve Skalnatých horách (především v pohořích Sawatch Range, Front Range, San Juan Mountains a Sangre de Cristo Mountains), 7 v pohoří sv. Eliáše, 3 v Aljašských horách, po dvou ve Wrangellově pohoří a Sieře Nevadě a jeden vrchol leží v Kaskádovém pohoří.

## 50 nejvyšších hor Spojených států

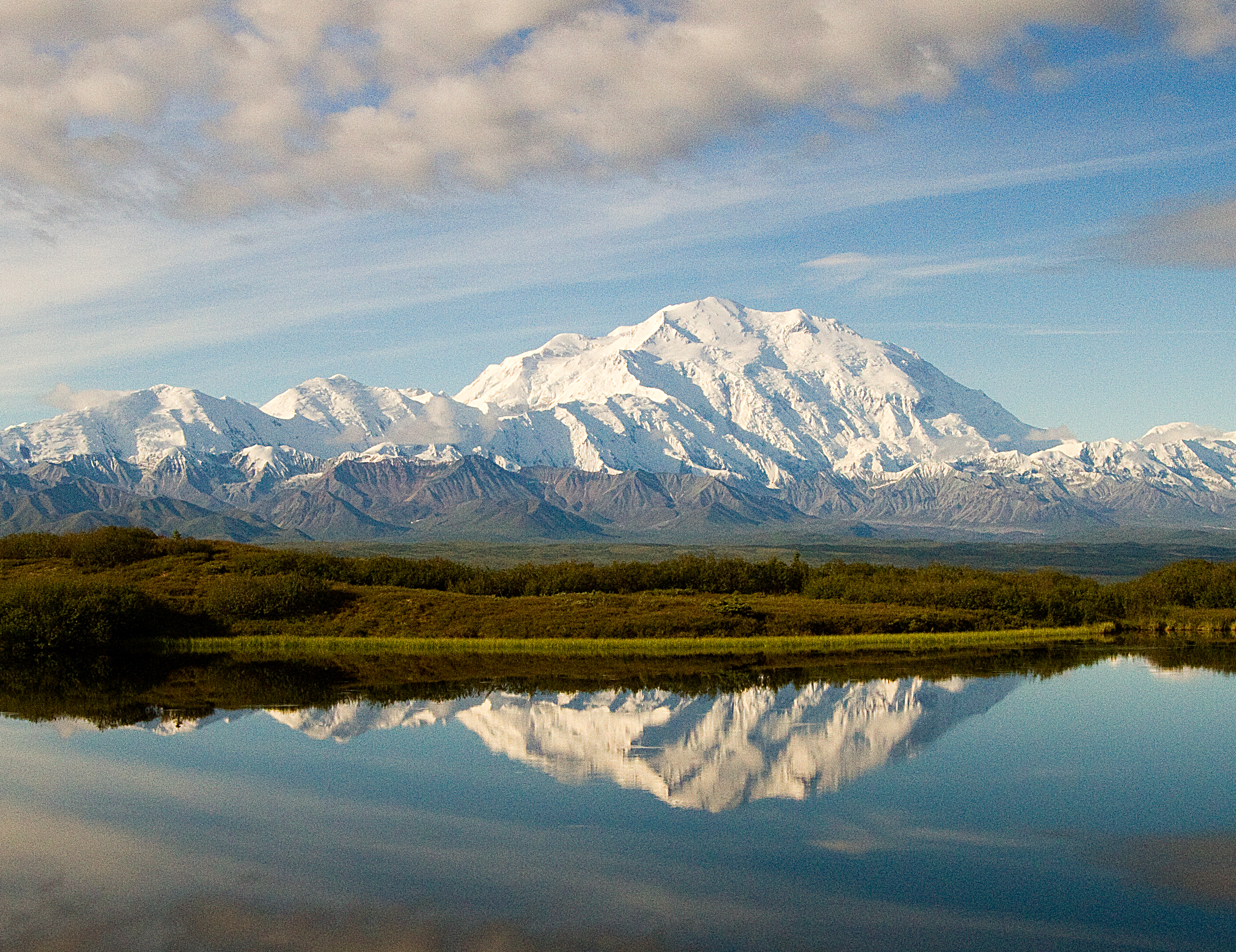
Denali

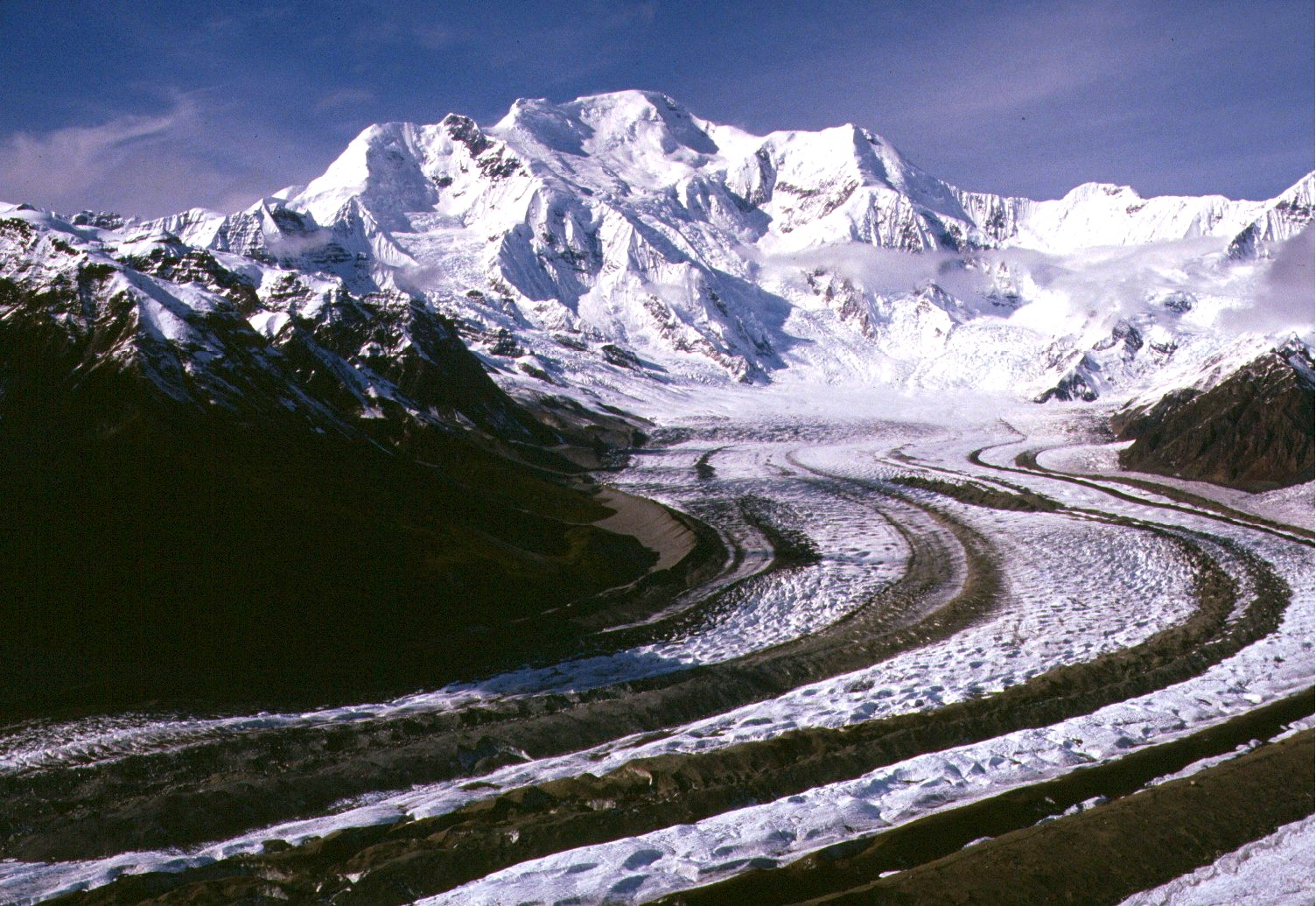
Mount Blackburn

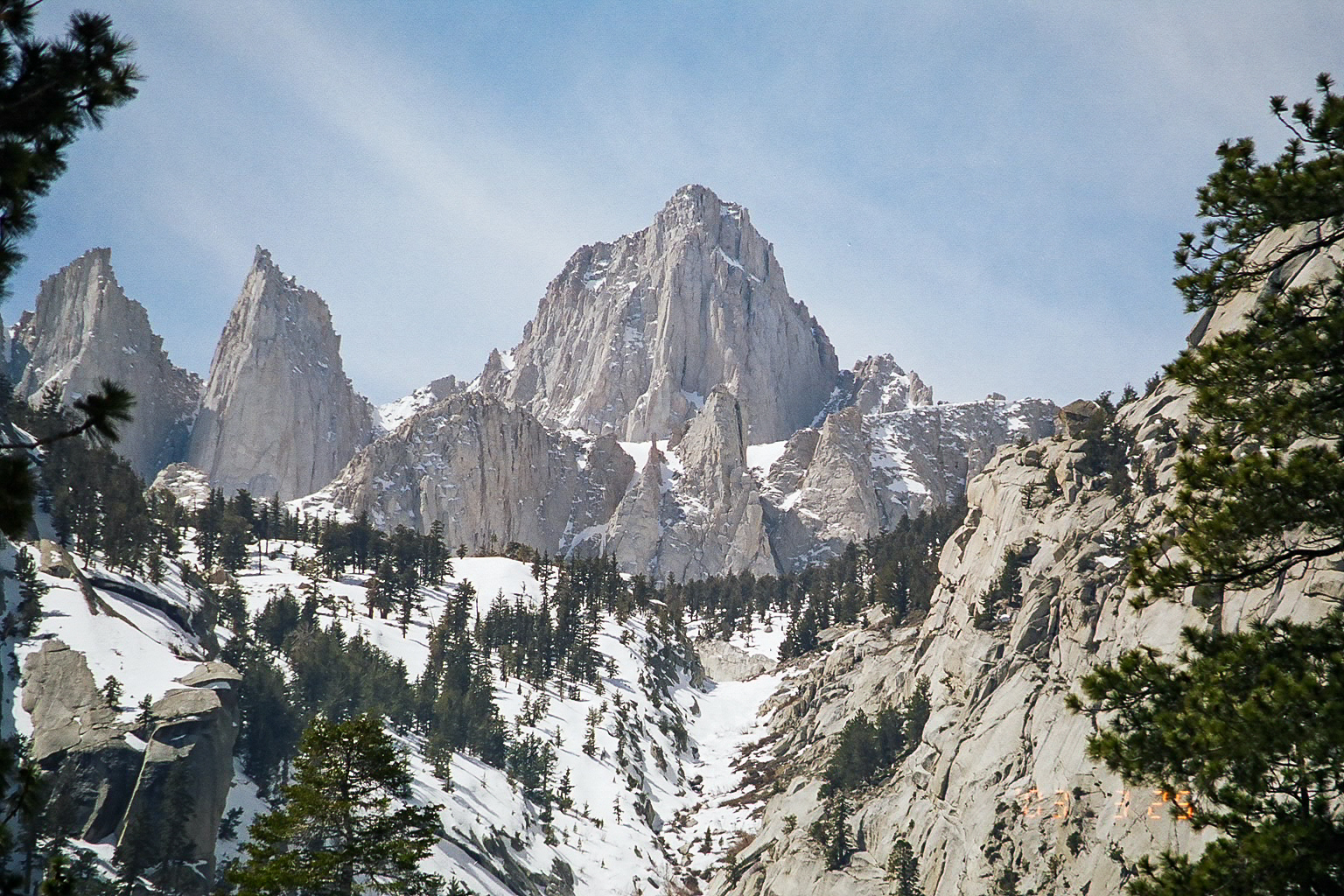
Mount Whitney

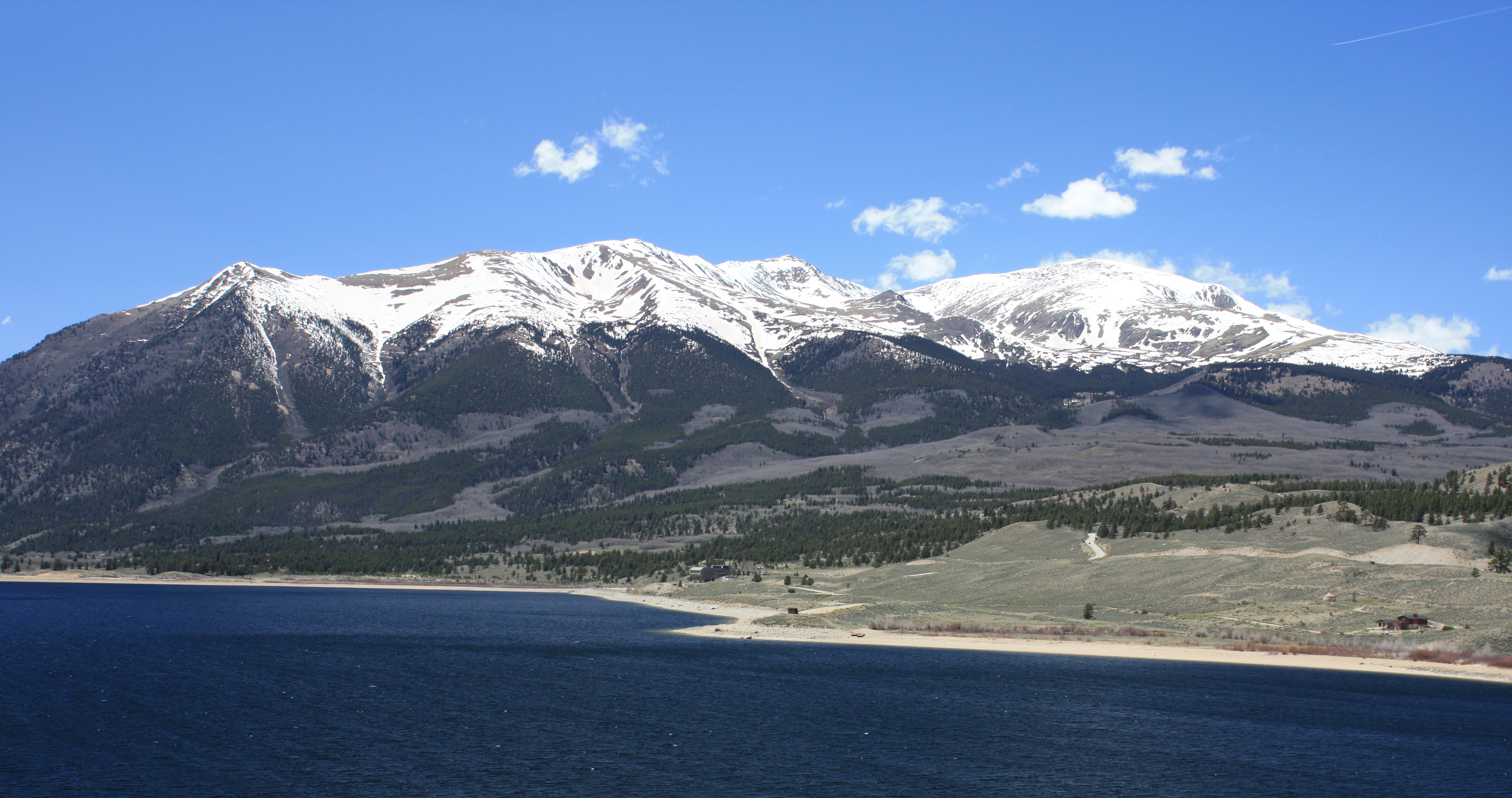
Mount Elbert

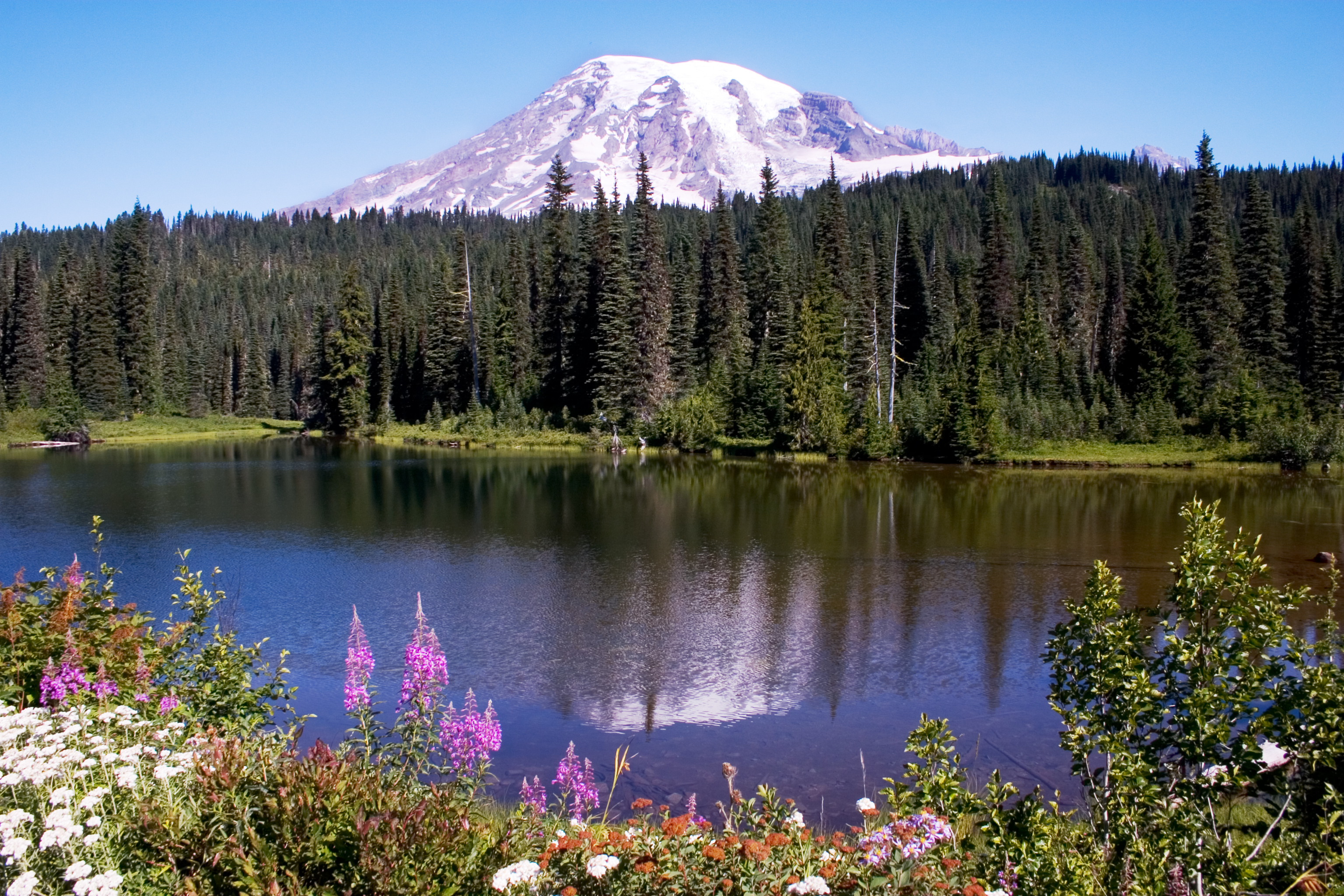
Mount Rainier

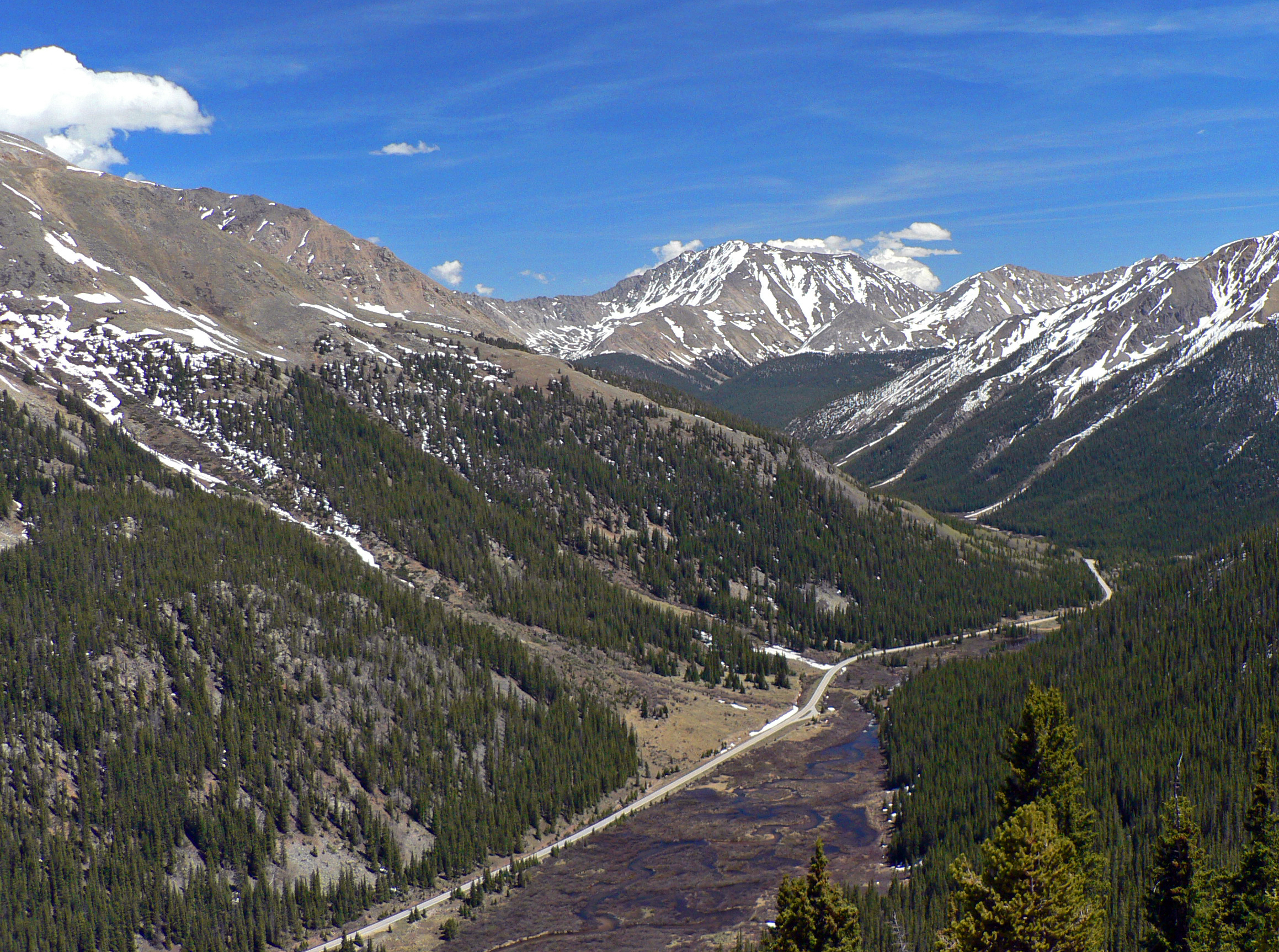
La Plata Peak

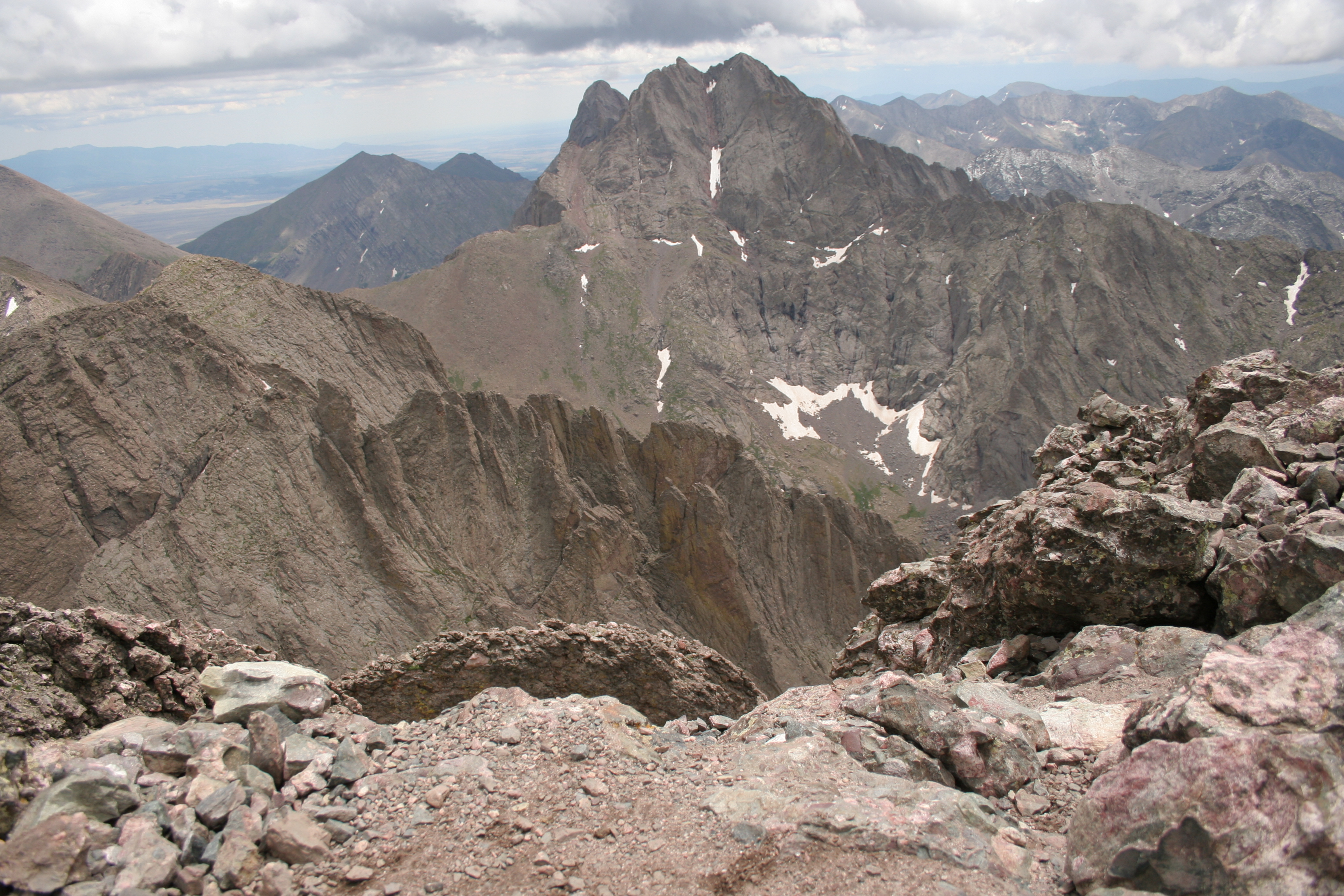
Crestone Peak

Ve výčtu jsou zastoupeny pouze vrcholy s prominencí vyšší než 500 metrů.
|    | Vrchol                  | Stát                | Pohoří                     | Výška (m) | Prominence (m) |
| -- | ----------------------- | ------------------- | -------------------------- | --------- | -------------- |
| 1  | Denali                  | Aljaška             | Aljašské hory              | 6 190     | 6 130          |
| 2  | Mount Saint Elias       | Aljaška/Yukon       | pohoří sv. Eliáše          | 5 489     | 3 429          |
| 3  | Mount Foraker           | Aljaška             | Aljašské hory              | 5 304     | 2 210          |
| 4  | Mount Bona              | Aljaška             | pohoří sv. Eliáše          | 5 029     | 2 103          |
| 5  | Mount Blackburn         | Aljaška             | Wrangellovo pohoří         | 4 996     | 3 548          |
| 6  | Mount Sanford           | Aljaška             | Wrangellovo pohoří         | 4 949     | 2 343          |
| 7  | Mount Fairweather       | Aljaška/B. Kolumbie | pohoří sv. Eliáše          | 4 671     | 3 957          |
| 8  | Mount Hubbard           | Aljaška/Yukon       | pohoří sv. Eliáše          | 4 557     | 2 457          |
| 9  | Mount Bear              | Aljaška             | pohoří sv. Eliáše          | 4 520     | 1 540          |
| 10 | Mount Hunter            | Aljaška             | Aljašské hory              | 4 442     | 1 409          |
| 11 | Mount Whitney           | Kalifornie          | Sierra Nevada              | 4 421     | 3 071          |
| 12 | Mount Alverstone        | Aljaška/Yukon       | pohoří sv. Eliáše          | 4 420     | 594            |
| 13 | University Peak         | Aljaška             | pohoří sv. Eliáše          | 4 410     | 978            |
| 14 | Mount Elbert            | Colorado            | Sawatch Range              | 4 401     | 2 772          |
| 15 | Mount Massive           | Colorado            | Sawatch Range              | 4 398     | 592            |
| 16 | Mount Harvard           | Colorado            | Sawatch Range              | 4 397     | 709            |
| 17 | Mount Rainier           | Washington          | Kaskádové pohoří           | 4 394     | 4 033          |
| 18 | Mount Williamson        | Kalifornie          | Sierra Nevada              | 4 386     | 511            |
| 19 | Blanca Peak             | Colorado            | Sangre de Cristo Mountains | 4 374     | 1 623          |
| 20 | La Plata Peak           | Colorado            | Sawatch Range              | 4 374     | 561            |
| 21 | Uncompahgre Peak        | Colorado            | San Juan Mountains         | 4 365     | 1 304          |
| 22 | Crestone Peak           | Colorado            | Sangre de Cristo Mountains | 4 359     | 1 388          |
| 23 | Mount Lincoln           | Colorado            | Mosquito Range             | 4 357     | 1 177          |
| 24 | Castle Peak             | Colorado            | Elk Mountains              | 4 352     | 721            |
| 25 | Grays Peak              | Colorado            | Front Range                | 4 352     | 844            |
| 26 | Mount Antero            | Colorado            | Sawatch Range              | 4 351     | 763            |
| 27 | Mount Evans             | Colorado            | Front Range                | 4 348     | 844            |
| 28 | Longs Peak              | Colorado            | Front Range                | 4 346     | 896            |
| 29 | Mount Wilson            | Colorado            | San Juan Mountains         | 4 344     | 1 227          |
| 30 | White Mountain Peak     | Kalifornie          | White Mountains            | 4 344     | 2 193          |
| 31 | North Palisade          | Kalifornie          | Sierra Nevada              | 4 343     | 882            |
| 32 | Mount Princeton         | Colorado            | Sawatch Range              | 4 329     | 664            |
| 33 | Mount Yale              | Colorado            | Sawatch Range              | 4 329     | 572            |
| 34 | Mount Shasta            | Kalifornie          | Kaskádové pohoří           | 4 322     | 2 994          |
| 35 | Maroon Peak             | Colorado            | Elk Mountains              | 4 317     | 712            |
| 36 | Mount Wrangell          | Aljaška             | Wrangellovo pohoří         | 4 317     | 1 696          |
| 37 | Mount Sneffels          | Colorado            | San Juan Mountains         | 4 315     | 930            |
| 38 | Capitol Peak            | Colorado            | Elk Mountains              | 4 309     | 527            |
| 39 | Pikes Peak              | Colorado            | Front Range                | 4 302     | 1 686          |
| 40 | Mount Eolus             | Colorado            | San Juan Mountains         | 4 294     | 665            |
| 41 | Mount Augusta           | Aljaška/Yukon       | pohoří sv. Eliáše          | 4 289     | 1 533          |
| 42 | Handies Peak            | Colorado            | San Juan Mountains         | 4 285     | 575            |
| 43 | Culebra Peak            | Colorado            | Sangre de Cristo Mountains | 4 283     | 1 471          |
| 44 | San Luis Peak           | Colorado            | San Juan Mountains         | 4 274     | 949            |
| 45 | Mount of the Holy Cross | Colorado            | Sawatch Range              | 4 271     | 643            |
| 46 | Grizzly Peak            | Colorado            | Sawatch Range              | 4 266     | 582            |
| 47 | Mount Humphreys         | Kalifornie          | Sierra Nevada              | 4 265     | 781            |
| 48 | Mount Keith             | Kalifornie          | Sierra Nevada              | 4 262     | 590            |
| 49 | Mount Ouray             | Colorado            | Sawatch Range              | 4 255     | 810            |
| 50 | Vermilion Peak          | Colorado            | San Juan Mountains         | 4 237     | 642            |

## 30 vrcholů s nejvyšší prominencí

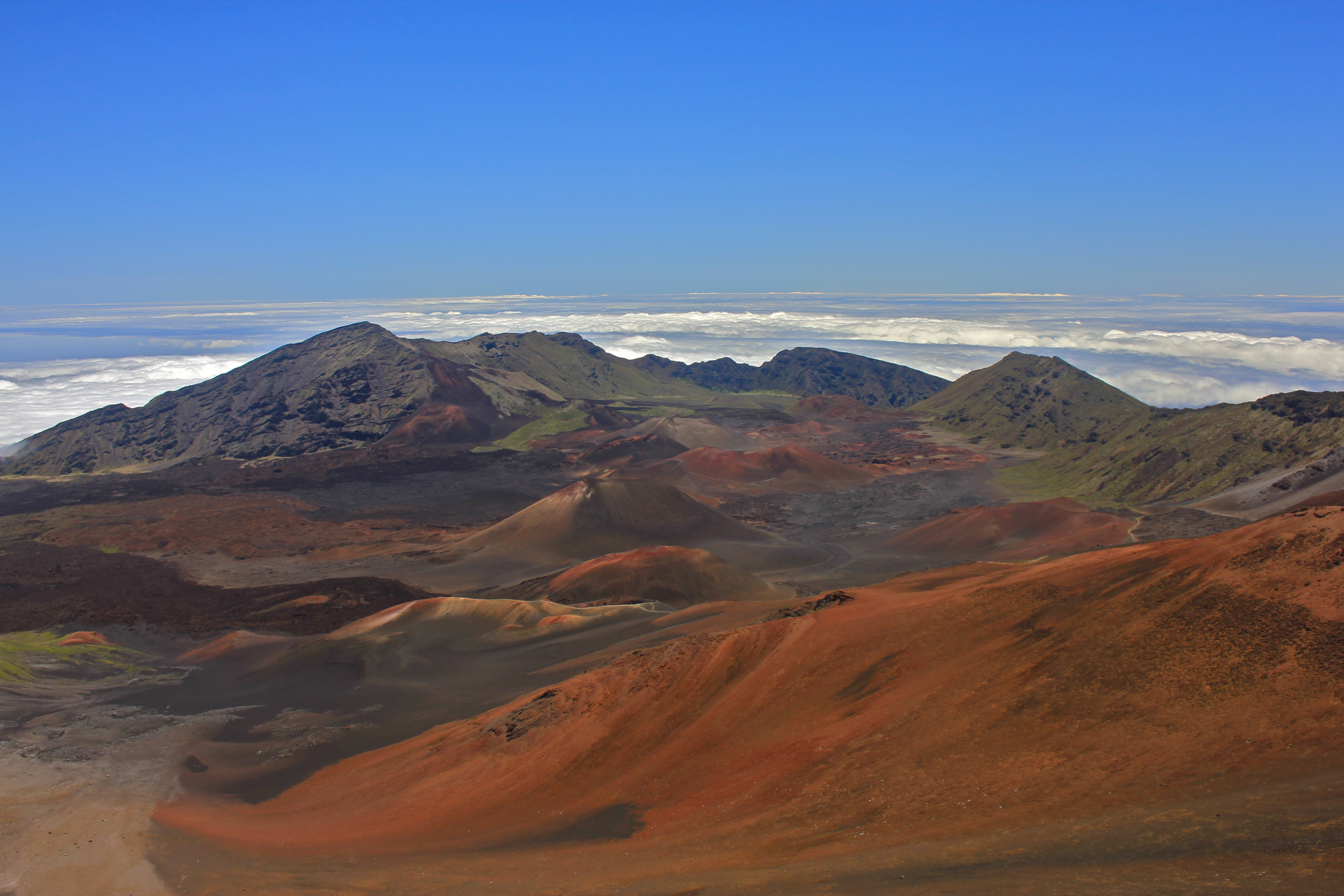
Haleakalā

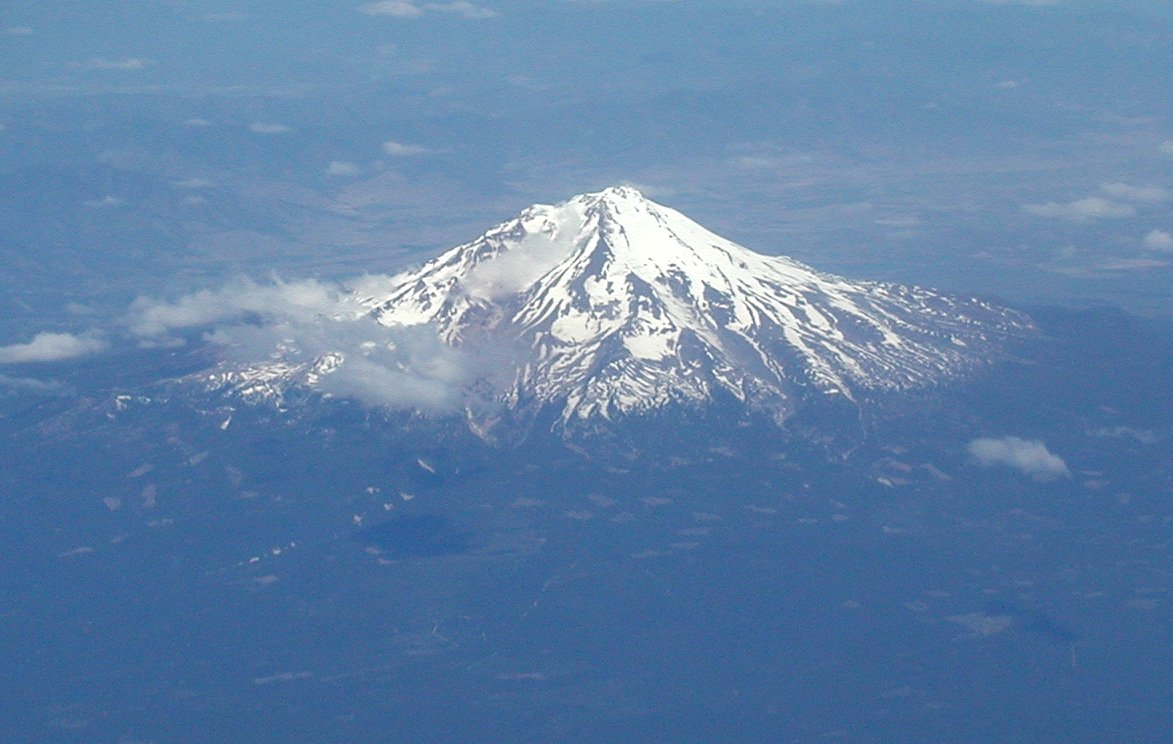
Mount Shasta

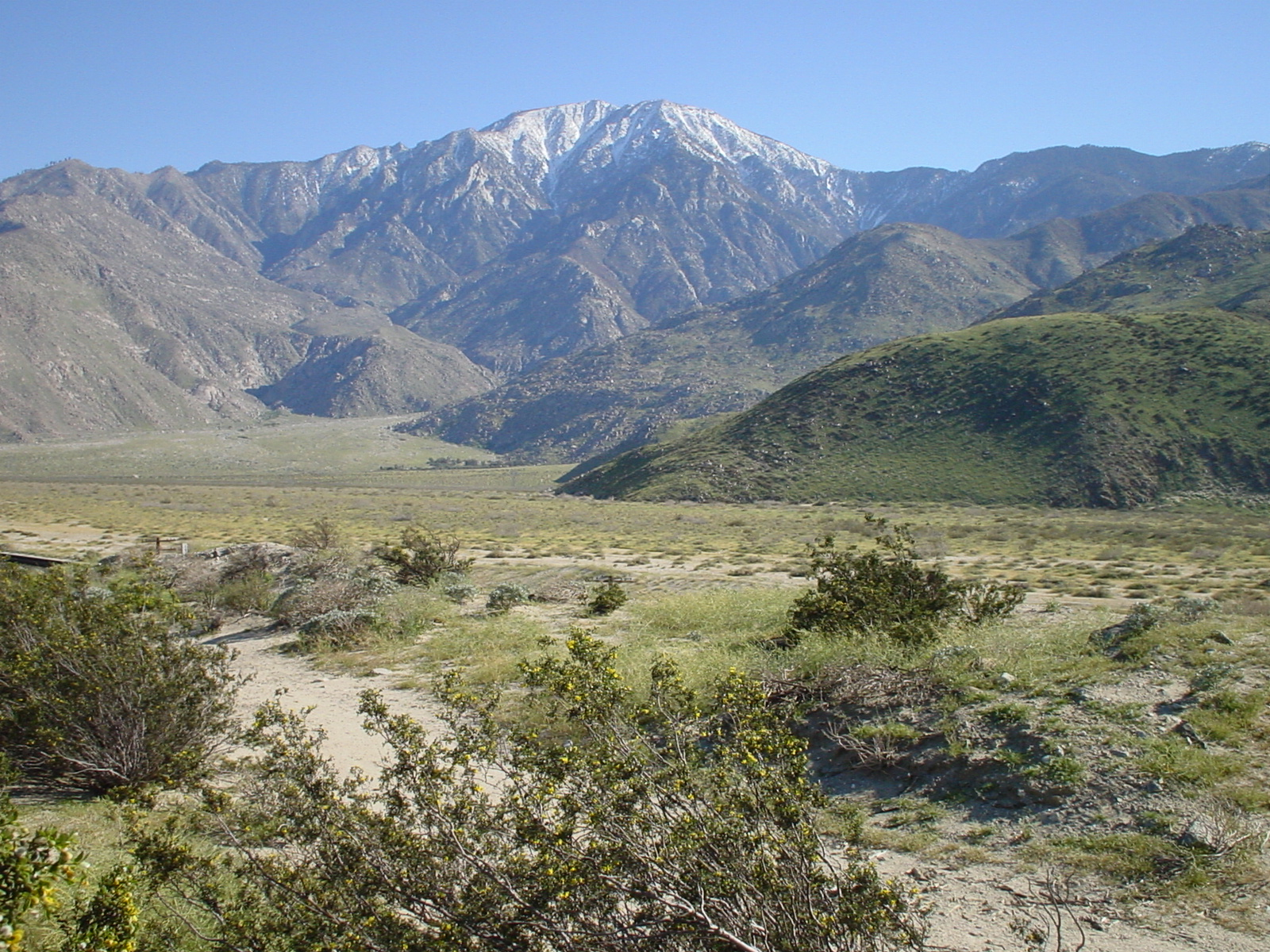
San Jacinto Peak

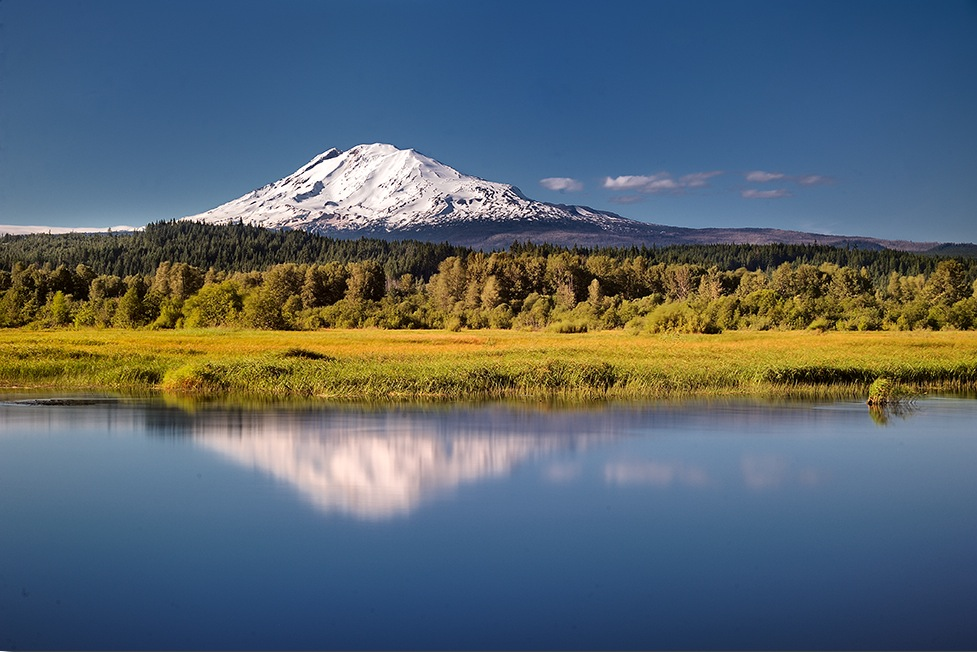
Mount Adams

Z třiceti nejprominentnějších hor ve Spojených státech se nejvíce pět nachází v Kaskádovém pohoří a stejný počet v Aleutském pohoří. Dále čtyři v pohoří svatého Eliáše a tři v Aljašských horách. Nejvíce nejprominentnějších vrcholů leží na Aljašce (šestnáct), po čtyřech ve státě Washington a v Kalifornii, po dvou ve státě Havaj a v Nevadě a jeden v Oregonu.
|    | Vrchol                | Stát                | Pohoří                   | Výška (m) | Prominence (m) |
| -- | --------------------- | ------------------- | ------------------------ | --------- | -------------- |
| 1  | Denali                | Aljaška             | Aljašské hory            | 6 190     | 6 130          |
| 2  | Mauna Kea             | Havaj               | Havajské ostrovy         | 4 207     | 4 207          |
| 3  | Mount Rainier         | Washington          | Kaskádové pohoří         | 4 394     | 4 026          |
| 4  | Mount Fairweather     | Aljaška/B. Kolumbie | pohoří sv. Eliáše        | 4 671     | 3 957          |
| 5  | Mount Blackburn       | Aljaška             | Wrangellovo pohoří       | 4 996     | 3 548          |
| 6  | Mount Hayes           | Aljaška             | Aljašské hory            | 4 216     | 3 507          |
| 7  | Mount Saint Elias     | Aljaška/Yukon       | pohoří sv. Eliáše        | 5 489     | 3 429          |
| 8  | Mount Marcus Baker    | Aljaška             | Chugach Mountains        | 4 016     | 3 277          |
| 9  | Mount Whitney         | Kalifornie          | Sierra Nevada            | 4 421     | 3 071          |
| 10 | Haleakalā             | Havaj               | Havajské ostrovy         | 3 055     | 3 055          |
| 11 | Mount Shasta          | Kalifornie          | Kaskádové pohoří         | 4 322     | 2 994          |
| 12 | Mount Shishaldin      | Aljaška             | Aleutské pohoří          | 2 869     | 2 869          |
| 13 | Mount Redoubt         | Aljaška             | Aleutské pohoří          | 3 108     | 2 788          |
| 14 | Mount Elbert          | Colorado            | Sawatch Range            | 4 401     | 2 772          |
| 15 | Mount Baker           | Washington          | Kaskádové pohoří         | 3 287     | 2 696          |
| 16 | Mount Torbert         | Aljaška             | Aljašské hory            | 3 479     | 2 648          |
| 17 | San Jacinto Peak      | Kalifornie          | San Jacinto Mountains    | 3 302     | 2 542          |
| 18 | San Gorgonio Mountain | Kalifornie          | San Bernardino Mountains | 3 506     | 2 528          |
| 19 | Charleston Peak       | Nevada              | Spring Mountains         | 3 632     | 2 517          |
| 20 | Mount Pavlof          | Aljaška             | Aleutské pohoří          | 2 515     | 2 499          |
| 21 | Mount Veniaminof      | Aljaška             | Aleutské pohoří          | 2 507     | 2 499          |
| 22 | Mount Adams           | Washington          | Kaskádové pohoří         | 3 743     | 2 480          |
| 23 | Mount Hubbard         | Aljaška/Yukon       | pohoří sv. Eliáše        | 4 557     | 2 457          |
| 24 | Mount Isto            | Aljaška             | Brooksovo pohoří         | 2 736     | 2 408          |
| 25 | Mount Iliamna         | Aljaška             | Aleutské pohoří          | 3 053     | 2 398          |
| 26 | Mount Olympus         | Washington          | Olympijské pohoří        | 2 432     | 2 389          |
| 27 | Mount Cook            | Aljaška/Yukon       | pohoří sv. Eliáše        | 4 194     | 2 350          |
| 28 | Mount Hood            | Oregon              | Kaskádové pohoří         | 3 428     | 2 349          |
| 29 | Mount Sanford         | Aljaška             | Wrangellovo pohoří       | 4 949     | 2 343          |
| 30 | Wheeler Peak          | Nevada              | Snake Range              | 3 982     | 2 307          |

## 30 nejvyšších hor Spojených států s prominencí vyšší než 100 metrů

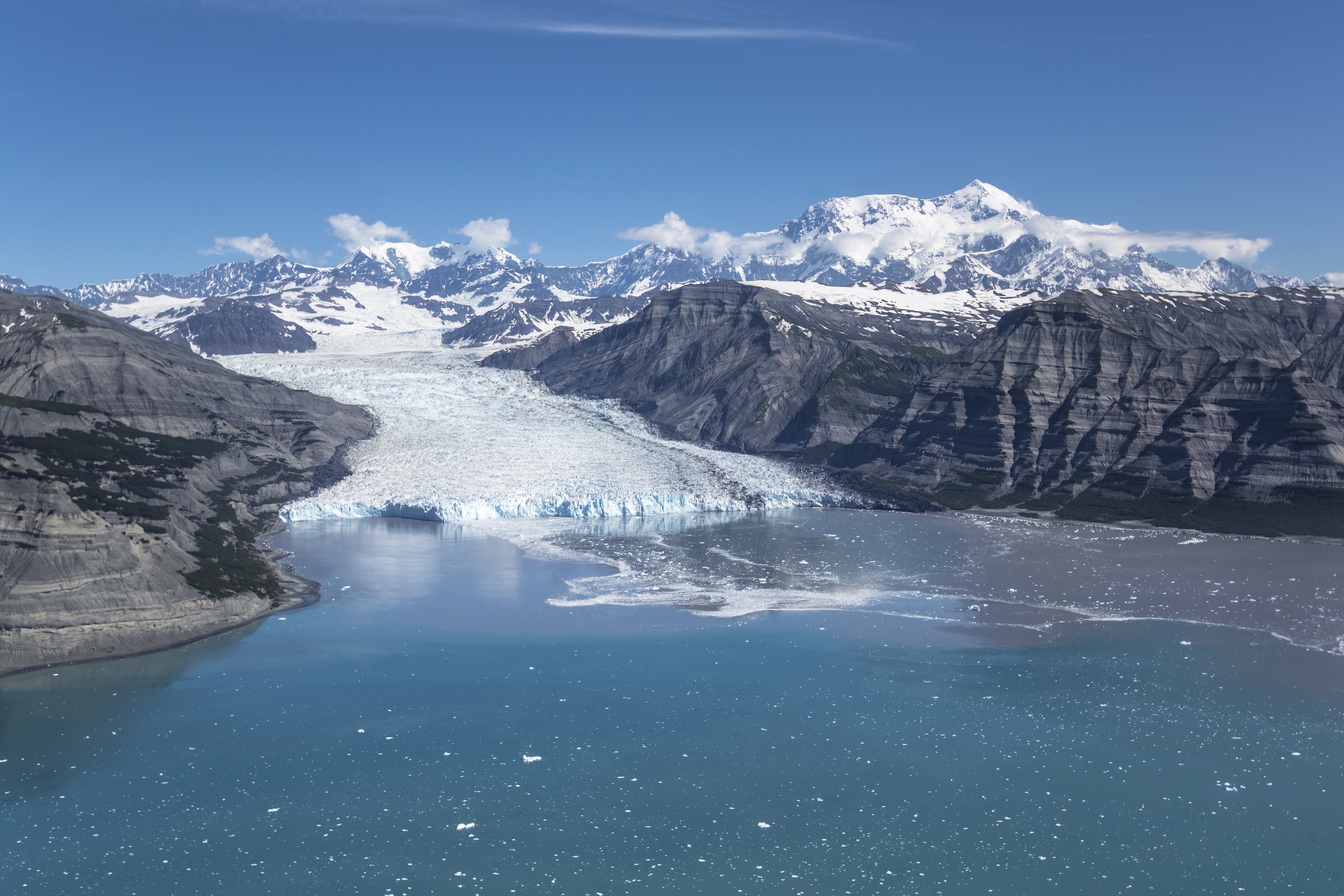
Mount Saint Elias

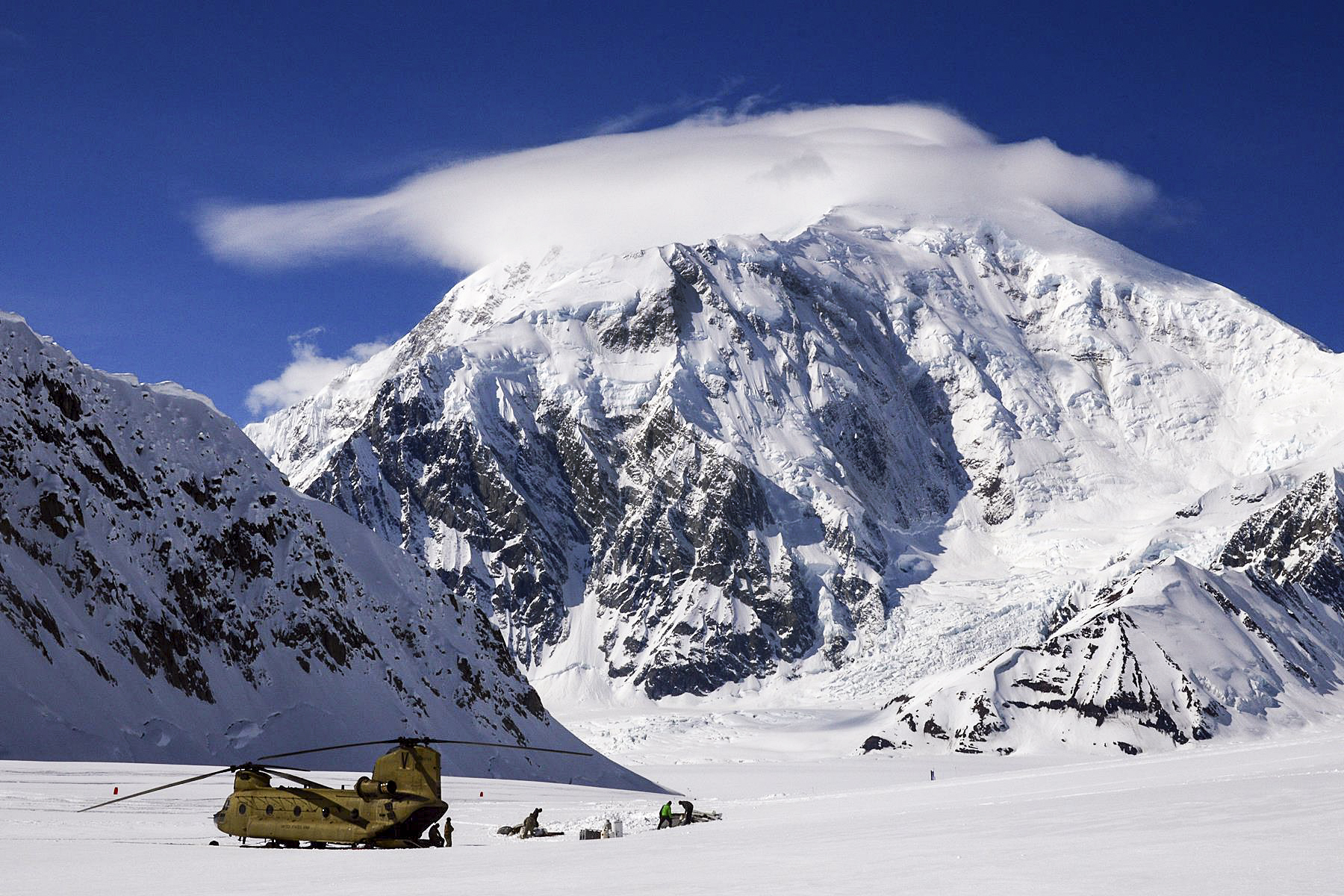
Mount Foraker

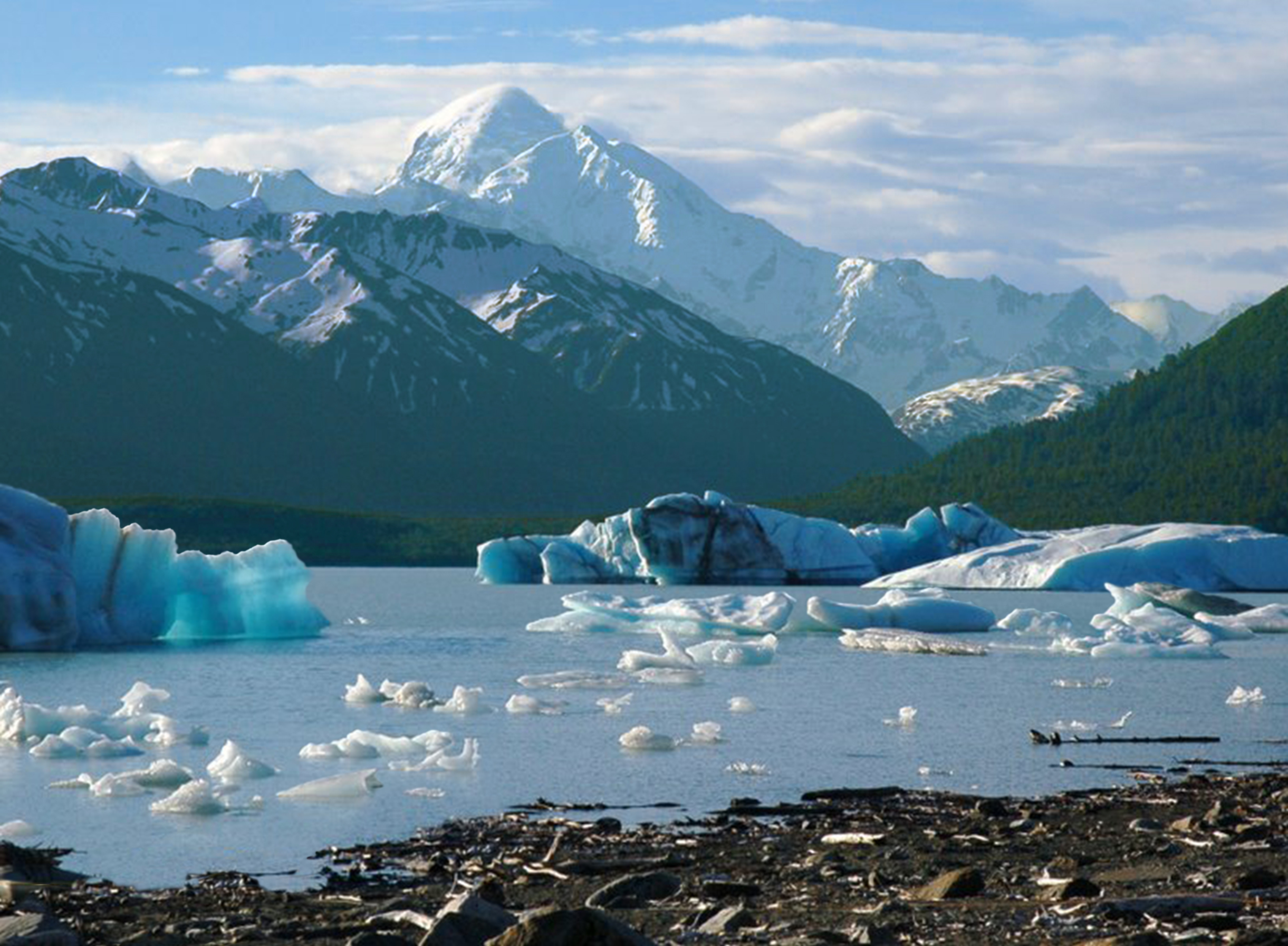
Mount Fairweather

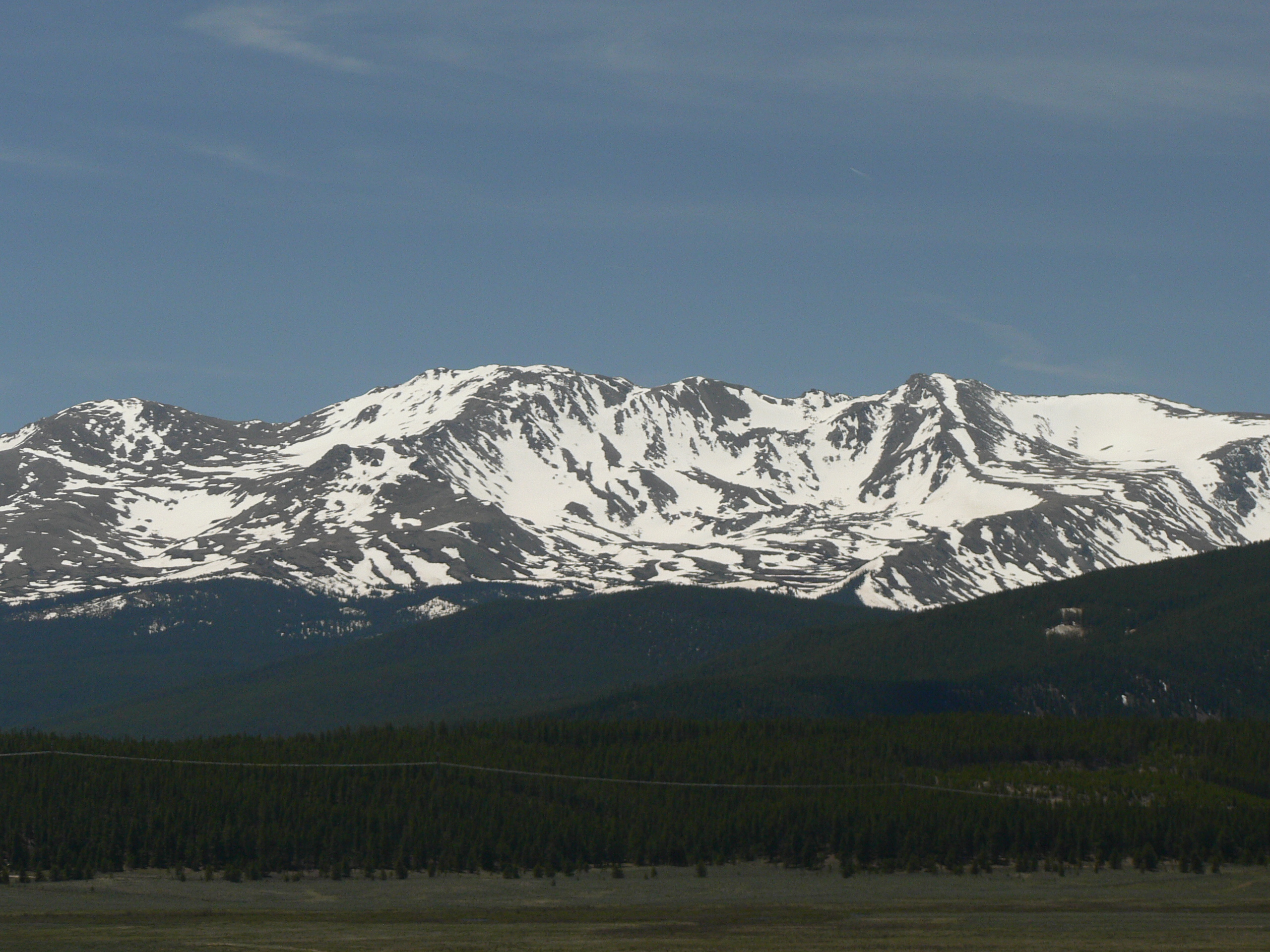
Mount Massive

Z dvaceti nejvyšších hor Spojených států s prominencí vyšší než 100 metrů leží devatenáct na Aljašce a jedna v Kalifornii. Většina se nachází v pohoří svatého Eliáše a v Aljašských horách.
|    | Vrchol                     | Stát                | Pohoří                     | Výška (m) | Prominence (m) |
| -- | -------------------------- | ------------------- | -------------------------- | --------- | -------------- |
| 1  | Denali                     | Aljaška             | Aljašské hory              | 6 190     | 6 130          |
| 2  | Denali-North Peak          | Aljaška             | Aljašské hory              | 5 934     | 387            |
| 3  | Mount Saint Elias          | Aljaška/Yukon       | pohoří sv. Eliáše          | 5 489     | 3 429          |
| 4  | Mount Foraker              | Aljaška             | Aljašské hory              | 5 304     | 2 210          |
| 5  | Mount Bona                 | Aljaška             | pohoří sv. Eliáše          | 5 029     | 2 103          |
| 6  | Mount Blackburn            | Aljaška             | Wrangellovo pohoří         | 4 996     | 3 548          |
| 7  | Mount Blackburn-SE Peak    | Aljaška             | Wrangellovo pohoří         | 4 964     | 148            |
| 8  | Mount Sanford              | Aljaška             | Wrangellovo pohoří         | 4 949     | 2 343          |
| 9  | Mount Vancouver-G. N. Peak | Aljaška             | pohoří sv. Eliáše          | 4 780     | 100            |
| 10 | Mount Bona-West Peak       | Aljaška             | pohoří sv. Eliáše          | 4 773     | 110            |
| 11 | Mount Churchill            | Aljaška             | pohoří sv. Eliáše          | 4 766     | 346            |
| 12 | Mount Fairweather          | Aljaška/B. Kolumbie | pohoří sv. Eliáše          | 4 671     | 3 957          |
| 13 | Mount Hubbard              | Aljaška/Yukon       | pohoří sv. Eliáše          | 4 557     | 2 457          |
| 14 | Mount Bear                 | Aljaška             | pohoří sv. Eliáše          | 4 520     | 1 540          |
| 15 | East Buttress              | Aljaška             | Aljašské hory              | 4 490     | 101            |
| 16 | East Buttress-Peak 14630   | Aljaška             | Aljašské hory              | 4 459     | 161            |
| 17 | Mount Hunter               | Aljaška             | Aljašské hory              | 4 442     | 1 409          |
| 18 | Mount Whitney              | Kalifornie          | Sierra Nevada              | 4 421     | 3 071          |
| 19 | Mount Alverstone           | Aljaška/Yukon       | pohoří sv. Eliáše          | 4 420     | 594            |
| 20 | University Peak            | Aljaška             | pohoří sv. Eliáše          | 4 410     | 978            |
| 21 | Aello Peak                 | Aljaška             | pohoří sv. Eliáše          | 4 403     | 441            |
| 22 | Mount Elbert               | Colorado            | Sawatch Range              | 4 401     | 2 772          |
| 23 | Mount Massive              | Colorado            | Sawatch Range              | 4 398     | 592            |
| 24 | Mount Harvard              | Colorado            | Sawatch Range              | 4 397     | 709            |
| 25 | Mount Rainier              | Washington          | Kaskádové pohoří           | 4 394     | 4 033          |
| 26 | Mount Williamson           | Kalifornie          | Sierra Nevada              | 4 386     | 511            |
| 27 | Blanca Peak                | Colorado            | Sangre de Cristo Mountains | 4 374     | 1 623          |
| 28 | La Plata Peak              | Colorado            | Sawatch Range              | 4 374     | 561            |
| 29 | Uncompahgre Peak           | Colorado            | San Juan Mountains         | 4 365     | 1 304          |
| 30 | Crestone Peak              | Colorado            | Sangre de Cristo Mountains | 4 359     | 1 388          |